# Steven Pinker
Steven Arthur Pinker (Mont-real, Quebec, 18 de setembre del 1954) és un psicòleg experimental, científic cognitiu, lingüista i escriptor quebequès. És professor del Harvard College i titular de la Johnstone Family Chair, del departament de psicologia de Harvard University. És conegut per la defensa enèrgica que fa de la psicologia evolutiva i de la teoria computacional del cervell.
Acadèmicament, s'ha especialitzat en cognició visual i en psicolingüística, i ha tractat temes com la imatgeria mental, el reconeixement de formes, l'atenció visual, el desenvolupament del llenguatge en els infants, els fenòmens regulars i irregulars del llenguatge, les bases neurals de les paraules i la gramàtica, i la psicologia de la insinuació i l'eufemisme.
Ha publicat dos llibres tècnics en què proposa una teoria general de l'adquisició del llenguatge i l'aplica a l'aprenentatge infantil dels verbs. En particular, l'estudi que fa amb Alan Prince el 1989 critica el model connectivista sobre la manera com els nens adquireixen el passat dels verbs en anglès, amb l'argument que els infants fan servir regles predeterminades, com ara l'addició d'-ed per fer formes regulars, a vegades equivocadament, però estan obligats a aprendre’s les formes irregulars una per una. En els seus llibres, molt populars, ha defensat que la facultat humana del llenguatge és un instint, un comportament innat modelat per selecció natural i adaptat a les nostres necessitats comunicatives. És autor de set llibres de divulgació general, cinc dels quals, The Language Instinct (1994), How the Mind Works (1997), Words and Rules (2000), The Blank Slate (2002) i The Stuff of Thought (2007), descriuen aspectes del camp de la psicolingüística i inclouen, entre moltes altres coses, explicacions accessibles de la seva recerca. El sisè llibre, The Better Angels of Our Nature (2011), defensa la idea que la violència en les societats humanes en general no ha fet més que minvar amb el temps, i estableix sis causes principals per a aquest descens (el procés de pacificació, el procés civilitzador, la revolució humanitària, la llarga pau, la nova pau, i la revolució de drets). En el seu setè llibre, The Sense of Style (2014), dona una argumentació científica i psicològica de per què molta de la literatura acadèmica i popular costa d'entendre.
Pinker és considerat un dels intel·lectuals més influents del món. Té premis de l'American Psychological Association, la National Academy of Sciences, la Royal Institution, la Cognitive Neuroscience Society i l'American Humanist Association. Ha format part del consell editorial de diverses publicacions periòdiques i dels consells assessors de diferents institucions. Sovint participa en debats públics sobre ciència i societat.

## Biografia
Pinker neix a Mont-real, Quebec, el 1954, en una família jueva de classe mitjana. El seu pare, Harry, advocat, abans havia fet de representant per a una empresa. La seva mare, Roslyn, que de primer feia de mestressa de casa, va acabar treballant com a orientadora i subdirectora d'un institut de secundària. Té dos germans més petits. El seu germà Robert és analista polític del govern del Canadà i la seva germana Susan és psicòloga i escriptora.
Després de dos divorcis, el 2007 contrau matrimoni amb la novel·lista i filòsofa Rebecca Goldstein, de la qual té dues fillastres, la novel·lista Yael Goldstein Love i la poeta Danielle Blau.
Pinker es gradua en el Dawson College el 1971. El 1976, es llicencia en psicologia en la McGill University i tres anys després, el 1979, es doctora en psicologia experimental en la Harvard University, sota la direcció de Stephen Kosslyn. Fa un any de recerca al Massachusetts Institute of Technology (MIT), després del qual és professor adjunt a Harvard i a Stanford.
Del 1982 al 2003, fa classes al departament de cervell i ciències cognitives del MIT, acaba sent el director del Center for Cognitive Neuroscience, i s'agafa un any sabàtic a la University of California, a Santa Barbara, el curs 1995-96. Des del 2003, és professor Johnstone Family de psicologia a Harvard. Del 2008 al 2013, també té el títol de professor del Harvard College en reconeixement de la seva dedicació a l'ensenyament. Actualment, fa conferències com a professor convidat al New College of the Humanities, un col·legi privat de Londres.
Sobre els seus orígens jueus, Pinker ha dit: "No he estat mai religiós en sentit teològic... Mai no he deixat enrere la conversió a l'ateisme que vaig fer quan tenia tretze anys, però en diferents ocasions he estat un seriós jueu cultural". En l'adolescència, diu que es considerava anarquista fins que va ser testimoni d'aldarulls civils després d'una vaga de la policia el 1969: "Com a jove adolescent en un Canadà orgullosament pacífic durant els romàntics anys seixanta, creia de veres en l'anarquisme de Bakunin. Em reia de l'argumentació dels meus pares segons la qual, si el govern deposava les armes, seria l'infern. Les nostres prediccions oposades es van posar a prova a les vuit del matí del 17 d'octubre del 1969, quan la policia de Mont-real va fer vaga..., aquesta prova empírica decisiva va fer miques la meva política (i va anticipar la meva vida com a científic)".

## Teoria i investigació
La recerca de Pinker en cognició visual, iniciada en col·laboració amb el seu director de tesi, Stephen Kosslyn, va mostrar que les imatges mentals representen escenes i objectes tal com apareixen des d'un punt de vista específic (més que no la seva estructura intrínseca tridimensional) i, per tant, coincideixen amb la teoria del neurocientífic David Marr d'un "esbós dos-i-mig dimensional". També va mostrar que aquest nivell de representació s'utilitza en l'atenció visual, i en el reconeixement d'objectes (almenys, de formes asimètriques), contràriament a la teoria de Marr, que diu que el reconeixement fa servir representacions de punt de vista independent.
En psicolingüística, Pinker és conegut des del començament de la seva carrera per promoure la teoria de l'aprenentatge computacional com una manera d'entendre l'adquisició que fan els infants del llenguatge. Va fer-ne un tutorial i dos llibres que avançaven la seva teoria d'adquisició del llenguatge, i una sèrie d'experiments sobre la manera com els infants adquireixen la passiva, el datiu i les construccions locatives. Aquests llibres són Language Learnability and Language Development (1984), en paraules de Pinker: “una teoria de com els infants adquireixen les paraules i estructures gramaticals de la llengua materna”, i Learnability and Cognition: The Acquisition of Argument Structure (1989) que, també en paraules seves, "se centra en un aspecte d'aquest procés, l'habilitat d'emprar diferents classes de verbs en frases adequades, com ara verbs intransitius, transitius i verbs que prenen diferents combinacions de complements i d'objectes indirectes". I llavors es va centrar en verbs de dues classes que il·lustren el qual considera que són els processos d'una llengua natural: recuperar paraules senceres de la memòria, com ara el passat del verb irregular 'bring', és a dir, 'brought'; i fent servir regles per a combinar (part de) paraules, com la forma de passat del verb regular 'walk', és a dir, 'walked'.
El 1989, Pinker i Alan Prince van publicar una influent crítica d'un model connectivista d'adquisició del passat, seguit d'una sèrie d'estudis sobre com la gent utilitza i adquireix aquest passat. Entre aquests, hi havia una monografia sobre la regularització de les formes irregulars que fan els infants i el seu popular llibre del 1999 Words and Rules: The Ingredients of Language. Pinker hi argumentava que el llenguatge depèn de dues coses: el record associatiu de sons i els seus significats en paraules, i l'ús de regles per a manipular els símbols de la gramàtica. Hi aportava proves en contra del connectivisme, segons el qual un infant s'hauria d'aprendre totes les formes de totes les paraules i tan sols hauria de recuperar la que necessités la memòria, i a favor d'una teoria alternativa més antiga, l'ús de paraules i regles combinades de la fonologia generativa. Va mostrar que els errors comesos pels infants indiquen l'ús de regles predeterminades per afegir sufixos com ara '-ed', per exemple: 'breaked' i 'comed' per 'broke' i 'came'. Va adduir que això demostra que les formes verbals irregulars en anglès s'han d'aprendre i recuperar de la memòria una per una, i que els infants, amb aquests errors, predeien el regular acabat en '-ed' de manera no concloent aplicant una regla mental. Aquesta regla que combina arrels verbals amb el sufix habitual s'expressaria així:
Vpassat → Varrel + d
en què V és un verb i d, l'acabament regular. Pinker també addueix que, ja que els deu verbs més freqüents en anglès (be, have, do, say, make...) són tots irregulars, i que el 98,2% dels mil verbs menys comuns són regulars, hi ha una "correlació massiva" de freqüència i irregularitat. I ho explica argumentant que totes les formes irregulars, com ara 'took', 'came' i 'got', cada generació se les ha d'aprendre de memòria o perdre-les, i que les formes comunes són les que es memoritzen més fàcilment. El verb irregular que deixa de ser popular en un determinat moment es perd, i les futures generacions el tractaran com a verb regular.
El 1990, Pinker i Paul Bloom, un estudiant de doctorat seu al MIT, publiquen l'article Natural Language and Natural Selection, en què defensen que la facultat humana del llenguatge deu haver evolucionat per selecció natural. L'article dona arguments per a una visió continuista de l'evolució del llenguatge contrària a les llavors habituals teories de la discontinuïtat, que veien el llenguatge com una cosa que apareixia de sobte amb l'adveniment de l'homo sapiens, com una mena d'accident evolutiu. Aquesta teoria de la discontinuïtat estava avalada per dues grans autoritats, el lingüista Noam Chomsky i Stephen Jay Gould. L'article va tenir molta difusió i va renovar l'interès per la prehistòria evolutiva del llenguatge, i va ser el causant de canviar la pregunta central del debat de 'Va evolucionar el llenguatge?' a 'Com va evolucionar el llenguatge?'. L'article també predeia l'argumentació de Pinker en The Language Instinct.
La investigació de Pinker inclou l'aprofundiment de la naturalesa humana i el que en diu la ciència. En una entrevista que li van fer el 2007, dona els següents exemples de conclusions defensables del que la ciència diu de la naturalesa humana:
—Els sexes no són idèntics. Qualsevol política que vulgui proporcionar resultats iguals per a homes i dones haurà de discriminar els homes, o una cosa o l'altra. "Els interessos i els talents formen distribucions que se superposen."
─"Els individus difereixen en personalitat i intel·ligència." Fins i tot en un sistema econòmic perfecte, no tothom tindria la mateixa riquesa.
─"La gent procura per ella i la seva família abans que per una abstracció anomenada societat."
─"Els humans s'autoenganyen sistemàticament. Cada un de nosaltres pensa de si mateix que és més competent i benevolent que no és."
─"La gent anhela estatus i poder."
A l'entrevista Pinker també hi parla de psicologia evolutiva i creu que aquesta àrea de la ciència serà fructífera, i diu que moltes àrees d'estudi, com ara la bellesa, la religió, el joc i la sexualitat no s'estudiaven quinze anys enrere, i és gràcies a la psicologia evolutiva que ara s'estudien.

### Llibres
The Language Instinct del 1994 va ser el primer de diversos llibres de Pinker que combinava la ciència cognitiva, la genètica del comportament i la psicologia evolutiva. Introdueix la ciència del llenguatge i popularitza la teoria de Noam Chomsky, segons la qual el llenguatge és una facultat innata del cervell, amb el gir polèmic que va evolucionar per selecció natural per adaptar-se a la comunicació. Pinker critica diverses idees generalitzades sobre el llenguatge –que s'ha d'ensenyar, que la gramàtica de la gent és dolenta i empitjora amb noves maneres de parlar, la hipòtesi Sapir-Whorf, segons la qual la llengua limita el pensament, i que altres grans simis poden aprendre llengües. Pinker veu el llenguatge com una característica només dels humans, que va evolucionar per resoldre el problema específic de la comunicació entre els caçadors-recol·lectors. Argumenta que és un instint de la mateixa manera que el comportament especialitzat ho és d'altres espècies, com la teranyina que teixeix l'aranya o la presa que construeix el castor.
En la introducció, Pinker diu que ha estat "fortament influït" per Chomsky; també fa una llista de científics influïts per Chomsky per "obrir noves àrees de l'estudi del llenguatge, des del desenvolupament infantil i la percepció de la parla a la neurologia i la genètica" –Eric Lenneberg, George Miller, Roger Brown, Morris Halle i Alvin Liberman. Brown havia orientat Pinker durant la tesi, i Pinker diu que l'"instructiu i divertit" llibre de Brown Words and Things (1958) va ser un dels que el va inspirar per escriure The Language Instinct.
Dos altres llibres, How the Mind Works (1997) i The Blank Slate (2002), examinen àmpliament la ment i defensen la idea d'una naturalesa humana complexa amb moltes facultats mentals adaptables (Pinker és un aliat de Daniel Dennett i de Richard Dawkins en moltes discussions sobre adaptabilitat). Un altre tema important en les teories de Pinker és que la cognició humana funciona, en part, per manipulació simbòlica combinatòria, no tan sols per associació entre trets sensorials, com en molts models connectivistes. En Words and Rules: The Ingredients of Language (1999), Pinker defensa, a partir de la seva recerca, que els fenòmens regulars i irregulars són productes de computació i de la cerca a la memòria, respectivament, i que el llenguatge es pot entendre com una interacció entre aquestes dues coses.
En The Stuff of Thought (2007), Pinker pren en consideració una àmplia gamma de qüestions sobre la manera com les paraules es relacionen amb el pensament, d'una banda, i amb el món exterior, de l'altra. Atesa la seva perspectiva evolutiva, una qüestió determinant és saber com un cervell intel·ligent capaç de pensament abstracte ha evolucionat: com un cervell adaptat a l'edat de pedra podria funcionar en l'època moderna. En resulten moltes peculiaritats del llenguatge.
Pinker és crític amb les teories sobre els orígens evolutius del llenguatge que defensen que la cognició lingüística podria haver evolucionat a partir d'una primerenca evolució musical. Considera el llenguatge com una cosa lligada principalment a la capacitat de raonament lògic, i suposa que la inclinació humana a la música pot ser una exaptació (spandrel) —un tret no adaptatiu com si diguéssim, però que ha persistit mitjançant altres trets molt més pràctics i, per tant, seleccionats. En How the Mind Works, Pinker reitera la visió de Kant segons la qual la música no és cap fenomen cognitiu important, però sí que estimula importants funcions cognitives auditives i espaciomotores. Pinker compara la música a "un pastís de formatge auditiu", i afirma que "pel que fa a la relació biològica de causa-efecte, la música és inservible."

### The Better Angels of Our Nature
En The Better Angels of Our Nature (2011), Pinker defensa que la violència, inclosos els conflictes tribals, l'homicidi, els càstigs cruels, el maltractament infantil, la crueltat amb els animals, la violència domèstica, els linxaments, els pogroms, i les guerres civils i internacionals, han minvat tant en el temps com en magnitud. Considera improbable que la naturalesa humana hagi canviat. Per a ell, és més probable que la naturalesa humana comprengui tant inclinacions cap a la violència com per contrarestar-les, els "millors àngels de la nostra naturalesa". Esbossa sis "importants descensos històrics de violència", tots amb causes socioculturals i econòmiques pròpies:
1. El procés de pacificació, l'augment de sistemes organitzats de govern es correspon amb la disminució de morts violentes. L'expansió dels estats evita les baralles tribals i en redueix les pèrdues.
2. El procés civilitzador, la consolidació d'estats i regnes centralitzats a tot Europa fa augmentar la justícia criminal i la infraestructura comercial, i organitza sistemes que abans eren caòtics i que podrien portar als assalts i a la violència de masses.
3. La revolució humanitària, l'abandó del s. XVIII al XX per l'estat de la violència institucionalitzada (la tortura de la roda, la crema a la foguera). Sembla que això es deu a l'augment de l'alfabetització després de la invenció de la impremta, cosa que fa que el proletariat pugui posar en dubte la saviesa convencional.
4. La llarga pau, el període de pau de seixanta-cinc anys després de la primera i la segona guerres mundials, que van fer que el segle xx es considerés el més sagnant de la història. Els països desenvolupats van deixar de guerrejar (entre si i a les colònies), van adoptar la democràcia i això va comportar una gran disminució mitjana de morts.
5. La nova pau, la disminució de conflictes organitzats de tota mena des del final de la guerra freda. 'La revolució de drets', la reducció de violència sistèmica a escala més petita contra població vulnerable (minories ètniques, dones, infants, homosexuals, animals).

## Premis
Pinker participa sovint en debats públics sobre la contribució de la ciència a la societat contemporània.
El 2004, la revista Time el va nomenar una de les cent persones més influents del món. El 2010 i el 2011, la revista Foreign Policy el va incloure en la llista dels principals pensadors globals. La seva recerca en psicologia cognitiva li ha fet guanyar l'Early Career Award (1984) i el Boyd McCandless Award (1986) de l'American Psychological Association, el Troland Research Award (1993) de la National Academy of Sciences, el Henry Dale Prize (2004) de la Royal Institution de la Gran Bretanya, i el George Miller Prize (2010) de la Cognitive Neuroscience Society. Té doctorats honorífics de les universitats de Newcastle, Surrey, Tel-Aviv, McGill, Simon Fraser University i la University of Tromsø, a Noruega. Ha estat dues vegades finalista del premi Pulitzer, el 1998 i el 2003. El 13 de maig del 2006 va rebre el premi Humanista de l'Any de l'American Humanist Association per la seva contribució a la comprensió pública de l'evolució humana. Ha format part de comitès editorials de revistes i de comitès assessors d'institucions de recerca científica, llibertat d'expressió, divulgació científica, de pau i d'humanisme secular.

### Llibres
- Language Learnability and Language Development (1984) ISBN 978-0-674-51055-5
- Visual Cognition (1985) ISBN 978-0-262-66178-2
- Connections and Symbols (1988) ISBN 978-0-262-66064-8
- Learnability and Cognition: The Acquisition of Argument Structure (1989) ISBN 978-0-262-66073-0
- Lexical and Conceptual Semantics (1992) ISBN 978-1-55786-354-6
- The Language Instinct (1994) ISBN 978-0-06-097651-4
- How the Mind Works (1997) ISBN 978-0-393-31848-7
- Words and Rules: The Ingredients of Language (1999) ISBN 978-0-465-07269-9
- The Blank Slate: The Modern Denial of Human Nature (2002) ISBN 978-0-670-03151-1
- The Best American Science and Nature Writing (editor and introduction author, 2004) ISBN 978-0-618-24698-4
- Hotheads (an extract from How the Mind Works, 2005) ISBN 978-0-14-102238-3
- The Stuff of Thought: Language as a Window into Human Nature (2007) ISBN 978-0-670-06327-7
- The Better Angels of Our Nature: Why Violence Has Declined (2011) ISBN 978-0-670-02295-3
- Language, Cognition, and Human Nature: Selected Articles (2013) ISBN 978-0-19-932874-1
- The Sense of Style: The Thinking Person's Guide to Writing in the 21st Century (September 30, 2014) ISBN 978-0-670-02585-5

### Articles i assaigs
- Compilació selectiva d'articles i altres obres a les pàgines de la facultat de Harvard: http://pinker.wjh.harvard.edu/articles/ Arxivat 2006-01-18 a Wayback Machine.
- Pinker, S. (1991). "Rules of Language". Science 253 (5019): 530–535. doi:10.1126/science.1857983 https://dx.doi.org/10.1126%2Fscience.1857983
- Ullman, M.; Corkin, S.; Coppola, M.; Hickok, G.; Growdon, J. H.; Koroshetz, W. J.; Pinker, S. (1997). "A neural dissociation within language: Evidence that the mental dictionary is part of declarative memory, and that grammatical rules are processed by the procedural system". Journal of Cognitive Neuroscience 9: 289–299.
- Pinker, S. (2003) "Language as an adaptation to the cognitive niche" In M. Christiansen & S. Kirby (Eds.), Language evolution: States of the Art Nova York: Oxford University Press.
- Pinker, S. (2005). "So How Does the Mind Work?". Mind and Language 20 (1): 1–24. doi:10.1111/j.0268-1064.2005.00274.x. https://dx.doi.org/10.1111%2Fj.0268-1064.2005.00274.x
- Jackendoff, R.; Pinker, S. (2005). "The nature of the language faculty and its implications for evolution of language" (Reply to Fitch, Hauser, & Chomsky)". Cognition 97 (2): 211–225. doi:10.1016/j.cognition.2005.04.006. https://dx.doi.org/10.1016%2Fj.cognition.2005.04.006
- Pinker, S. (2007), "In Defense of Dangerous Ideas" Chicago Sun-Times, July 15, 2007 http://old.richarddawkins.net/articles/1449-Steven-Pinker Arxivat 2015-05-18 a Wayback Machine.
- Pinker, S. (2012). The False Allure of Group Selection. Edge, Jun 19, 2012. http://edge.org/conversation/the-false-allure-of-group-selection
- Pinker, S. (2013). Science Is Not Your Enemy. The New Republic, Aug 6, 2013. http://www.newrepublic.com/article/114127/science-not-enemy-humanities
- Pinker, S. (2014). The Trouble With Harvard: The Ivy League is broken and only standardized tests can fix it. The New Republic, Sep 4, 2014. http://www.newrepublic.com./article/119321/harvard-ivy-league-should-judge-students-standardized-tests

### Conferències TED
- Chalking it up to the blank slate, 2003 http://www.ted.com/index.php/talks/steven_pinker_chalks_it_up_to_the_blank_slate.html Arxivat 2011-10-22 a Wayback Machine.
- The stuff of thought, 2005 http://www.ted.com/index.php/talks/view/id/164
- A brief history of violence, 2007 http://www.ted.com/index.php/talks/view/id/163